# Igreja de Santa Maria (Castelo de Palmela)

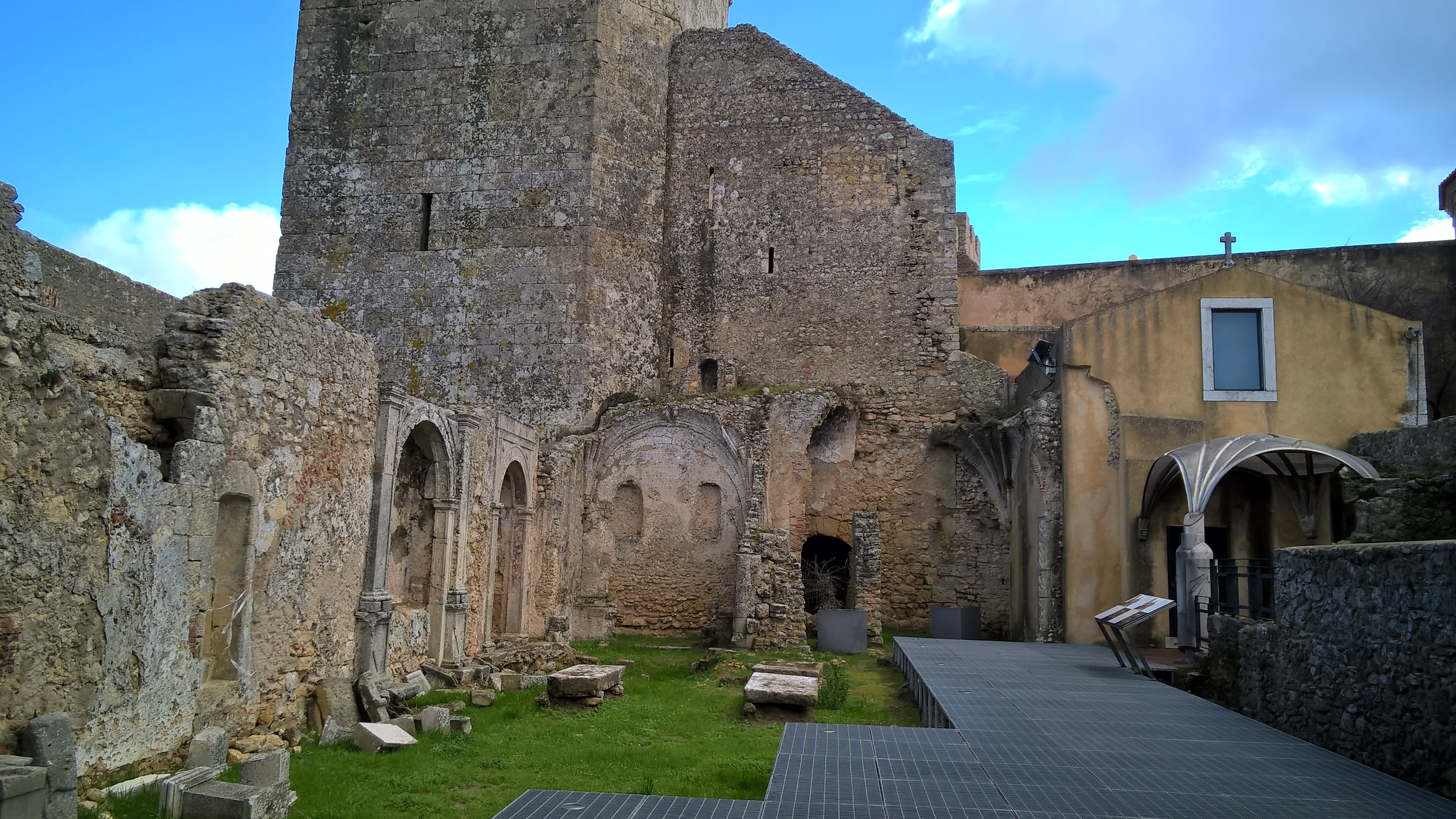
Interior da Igreja de Santa Maria (em ruínas).

A Igreja de Santa Maria, actualmente em ruínas, encontra-se localizada dentro da cerca primitiva do Castelo de Palmela, encostada à Torre de Menagem.
Foi a primeira igreja paroquial/matriz de freguesia de Palmela, remontando a finais do século XII, ou inícios do século XIII, supondo-se que tenha sido erguida sobre as ruínas da antiga mesquita.
Está reportada nas relações das igrejas de 1259 e de 1320-21 e ainda nas Visitações do século XVI.
Pela Visitação de 1510, a Igreja de Santa Maria, de planta rectangular, era de pedra e cal com o chão empedrado e ladrilhado e a cobertura a telha vã. A norte tinha dois altares consagrados a Santo António e S. Miguel.
Em 1534, a Igreja tinha sido renovada com paredes e altares totalmente revestidos a azulejos e com pavimento em madeira. A Igreja passou a ter três naves com duas fiadas de quatro colunas. O altar-mor estava ladeado por dois outros altares, sobre a entrada principal existia um coro de madeira e na parede norte existia um púlpito.
No lado norte existia uma torre campanário com dois sinos que foi demolida no restauro do Castelo efectuado nos anos 1930-40.
A Igreja de Santa Maria foi destruída pelo Terramoto de 1755, tendo servido de cemitério no século XIX e chegou a ser seara de trigo no início do século XX.
No canto sudeste da Igreja havia uma antiga sacristia que foi recuperada pela Câmara Municipal de Palmela em 2001 e onde está instalado o GEsOS, o Gabinete de Estudos sobre a Ordem de Santiago com um centro de documentação e biblioteca especializada em ordens militares.
Foi realizado um trabalho arqueológico quando da recuperação da sacristia que permitiu encontrar vestígios muçulmanos.